# La ciudad de los prodigios (película)
La ciudad de los prodigios es una película de cine española de 1998 dirigida por Mario Camus. Está basada en la novela homónima de Eduardo Mendoza.

## Argumento
Adaptación de la novela homónima de Eduardo Mendoza. Está ambientada en el periodo situado entre las dos exposiciones universales de Barcelona (1898-1929), cuando la ciudad era un hervidero de tensiones políticas y sindicales y el pistolerismo y el anarquismo tenían a la población aterrorizada. Muestra el espectacular ascenso social de Onofre, un hombre ambicioso y sin escrúpulos, que llega a Barcelona, siendo muy joven, en busca de fortuna. Allí conoce a Delfina, una anarquista que le ayuda a buscarse la vida. Pero, poco a poco, se introduce en el mundo de la mafia.

## Recepción
Tanto la crítica como el público y los numerosos seguidores de la novela original criticaron duramente el film.

## Reparto
| Actor/Actriz               | Personaje        |
| -------------------------- | ---------------- |
| Olivier Martínez           | Onofre Bouvila   |
| Emma Suárez                | Delfina          |
| François Marthouret        | Braulio          |
| Héctor Colomé              | Alexandre Canals |
| Francesc Garrido           | Joan Sicart      |
| Tony Isbert                | Odón Mostaza     |
| Joaquín Díaz               | Humbert Figa     |
| Ramón Langa                | Marqués de Ut    |
| Lluis Homar                | Padre Onofre     |
| Montserrat Carulla         | Micaela Castro   |
| Marián Aguilera            | Marián Aguilera  |
| Alberto San Juan           | Pablo            |
| José María Sanz "Loquillo" | Efrén Castells   |
| Amparo Moreno              | Dña. Diana María |
| Hermann Bonnín             |                  |
| Dafnis Balduz              |                  |
| Vicente Gil                |                  |
| Diogo Dória                | Santiago Beltall |
| Isabel Rocatti             | Madre Onofre     |
| Boris Ruiz                 | Puncella         |
| Albert Forner              | Boix             |
| Daniel Casadellà           |                  |
| Lluïsa Castell             | Mujer1           |
| Dani Codina                | Waiter           |
| Vicente Gil                |                  |
| Joaquín Gómez              |                  |
| Carles Martínez            |                  |
| Manolo Melero              |                  |
| Francesc Orella            |                  |
| Albert Pérez               | Cura             |
| Pep Jové                   |                  |
| Quim Lecina                |                  |
| Joel Minguet               |                  |
| Pep Anton Muñoz            |                  |
| Jack Queralt               | Diplomatico      |
| Bernat Quintana            |                  |
| Xavier Serrano             |                  |
| Lluís Soler                |                  |
| Pepe Mediavilla            |                  |
| Piero Verzello             | Asistente juicio |
| Ramon Vila                 |                  |